# Bravo (revista)

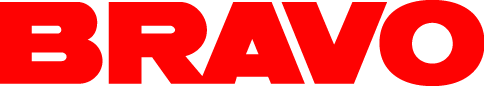
Logo da revista Bravo.

Bravo é a maior revista alemã para o público adolescente. A primeira publicação ocorreu em 1956. Anualmente, a revista premia anualmente artitas com o Otto Awards.